# Панкраты (Кировская область)
Панкраты — опустевшая деревня в Арбажском районе Кировской области. 

## География
Находится на расстоянии примерно 12 километров по прямой на северо-восток от районного центра поселка Арбаж.

## История
Известна с 1873 года как починок вверх речки Угоденки (Панкраты), в которой было дворов 5 и жителей 48, в 1905 17 и 125, в 1926 30 и 142, в 1950 22 и 881. В 1989 году оставалось 20 человек. Настоящее название утвердилось с 1939 года. До января 2021 года входила в состав Арбажского городского поселения до его упразднения.

## Население
Постоянное население составляло 2 человека (русские 100%) в 2002 году, 0 в 2010.